# Garrett Festerling
Garrett Festerling (* 3. März 1986 in Quesnel, British Columbia) ist ein deutsch-kanadischer Eishockeyspieler, der zuletzt bis April 2023 bei den Straubing Tigers aus der Deutschen Eishockey Liga (DEL) unter Vertrag gestanden und dort auf der Position des Verteidigers gespielt hat. Zuvor war Festerling bereits für die Hannover Scorpions, Hamburg Freezers, Adler Mannheim und Grizzlys Wolfsburg in der DEL aktiv. Sowohl mit Hannover im Jahr 2010 als auch mit Mannheim neun Jahre später gewann er die Deutsche Meisterschaft. Sein Zwillingsbruder Brett Festerling war ebenfalls professioneller Eishockeyspieler.

## Karriere
Festerling begann seine Karriere zur Saison 2002/03 bei den Vernon Vipers in der British Columbia Hockey League (BCHL) und wechselte im Verlauf des folgenden Spieljahres zu den Portland Winter Hawks in die kanadische Juniorenliga Western Hockey League (WHL). Bei den Winter Hawks gehörte der Center dem Stammkader an und konnte seine Punkteausbeute kontinuierlich steigern. Während der Spielzeit 2004/05 schloss sich der Kanadier dem Ligakonkurrenten Regina Pats an, die er nach drei Jahren für sein erstes Profi-Engagement bei den Oklahoma City Blazers aus der Central Hockey League (CHL) verließ.

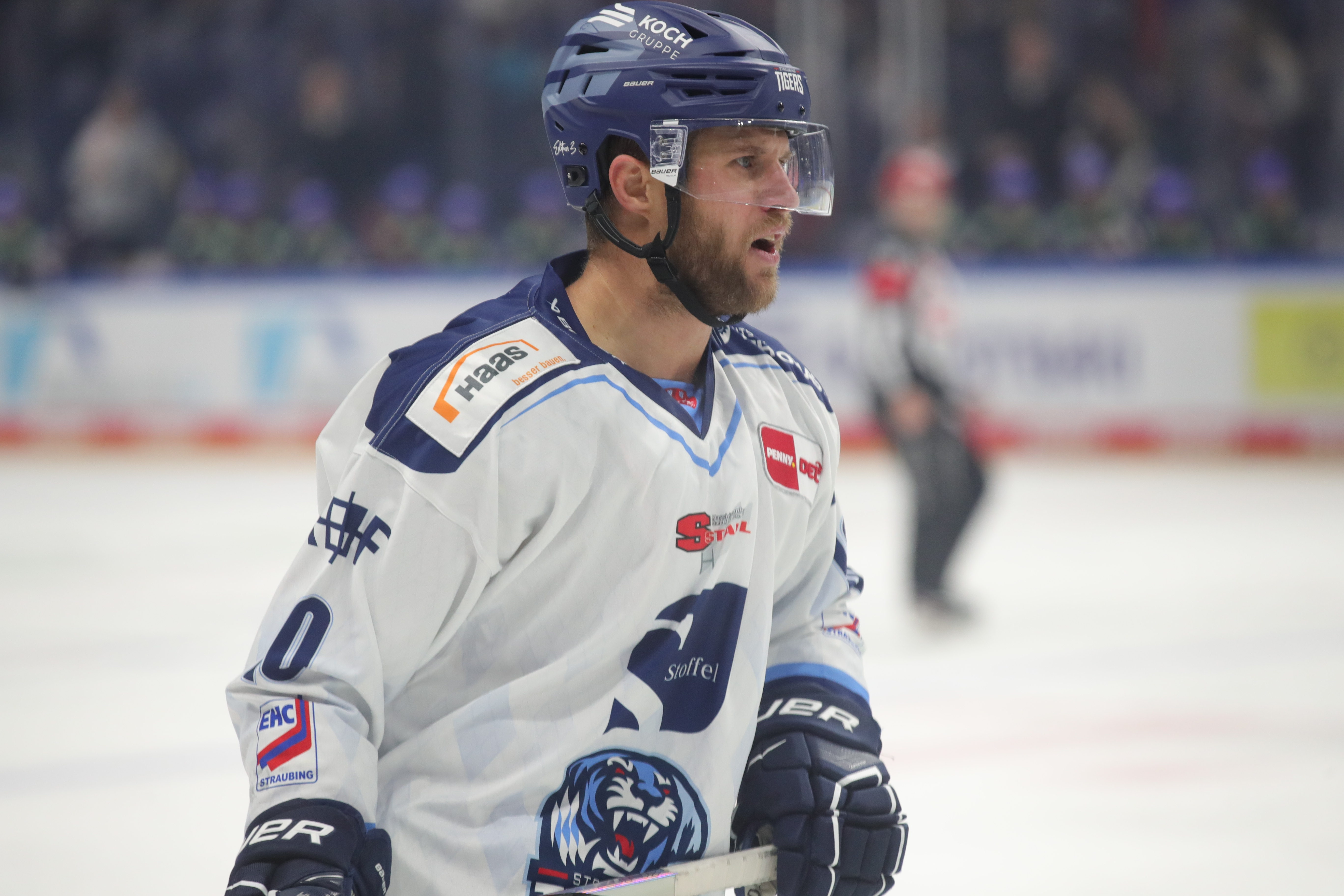
Festerling im Trikot der Straubing Tigers (2022)

Im Sommer 2007 wechselte Festerling zum deutschen Oberligisten EV Füssen, wo ihm schließlich mit 133 Scorerpunkten in 56 Spielen der endgültige Durchbruch gelang. Mit dieser Quote wurde der Angreifer Topscorer der Saison 2007/08 und von der Eishockey-Fachzeitschrift Eishockey News als bester Center und als wertvollster Spieler der Oberliga des Jahres 2008 ausgezeichnet. Mit dem EV Füssen konnte Festerling zudem nach einem dritten Platz in der Hauptrunde bis ins Playoff-Halbfinale vorstoßen.
Aufgrund der gezeigten Leistungen unterschrieb der Kanadier schließlich im Sommer 2008 einen Dreijahresvertrag bei den Hannover Scorpions aus der Deutschen Eishockey Liga (DEL). Nachdem Festerling in der Saison 2009/10 mit den Scorpions die Deutsche Meisterschaft gewonnen hatte, wechselte er im Vorfeld der Spielzeit 2010/11 im Austausch mit Paul Manning innerhalb der Liga zu den Hamburg Freezers. Dort avancierte der Angreifer in den folgenden Jahren zu einem offensiv- sowie spielstarken Center und bildete mit Jerome Flaake und David Wolf über mehrere Spielzeiten hinweg eine der besten Sturmreihen der Liga, sodass sein Vertrag im Sommer 2014 vorzeitig um drei weitere Jahre bis 2018 verlängert wurde. Im Mai 2016 beantragten die Freezers keine DEL-Lizenz für die Spielzeit 2016/17, damit endete Festerlings Anstellung in Hamburg. Wenige Tage später gaben die Adler Mannheim seine Verpflichtung bekannt. Am Ende der Saison 2018/19 gewann er mit den Adlern seinen zweiten Deutschen Meistertitel.
Nach diesem Erfolg wechselte er innerhalb der DEL zu den Grizzlys Wolfsburg und erhielt dort einen Zweijahresvertrag, den er bereits im Januar 2019 unterschrieben hatte. Nachdem der Vertrag im Mai 2021 um ein weiteres Jahr verlängert worden war, verbrachte der Deutsch-Kanadier noch eine weitere Saison in Wolfsburg. Im Sommer 2022 wechselte er schließlich zum Ligakonkurrenten Straubing Tigers, dem er allerdings aus persönlichen Gründen erst ab November zur Verfügung stand und somit lediglich 30 Saisonspiele absolvierte, bevor er den Klub wieder verließ.

## Erfolge und Auszeichnungen
- 2008 Topscorer der Oberliga-Hauptrunde
- 2010 Deutscher Meister mit den Hannover Scorpions
- 2019 Deutscher Meister mit den Adler Mannheim
- 2021 Deutscher Vizemeister mit den Grizzlys Wolfsburg

## Karrierestatistik
Stand: Ende der Saison 2022/23

### International
Vertrat Deutschland bei:
- Qualifikationsturnier für die Olympischen Winterspiele 2014

(Legende zur Spielerstatistik: Sp oder GP = absolvierte Spiele; T oder G = erzielte Tore; V oder A = erzielte Assists; Pkt oder Pts = erzielte Scorerpunkte; SM oder PIM = erhaltene Strafminuten; +/− = Plus/Minus-Bilanz; PP = erzielte Überzahltore; SH = erzielte Unterzahltore; GW = erzielte Siegtore; 1 Play-downs/Relegation; Kursiv: Statistik nicht vollständig)